# Station Thiennes
Station Thiennes was een spoorwegstation in de Franse gemeente Tienen.